# Королевство Валенсия
Королевство Валенсия (кат. Regne de València, исп. Reino de Valencia) — одна из составных частей арагонской короны, а после арагонско-кастильской унии конца XV века — испанской монархии. Центр — город Валенсия.
Королевство Валенсия было создано на территории бывшей тайфы Валенсия королём Арагона Хайме I, отвоевавшим город Валенсию у арабов в ходе Реконкисты 9 октября 1238 года.
На протяжении XIII века территория королевства росла по мере арагонских завоеваний и разграничивающих договоров с Кастилией.
При испанских Габсбургах королевство сохранялось как юридически самостоятельная единица, существовал пост вице-короля Валенсии. До начала XVII века на территории королевства сохранялось значительное население арабского происхождения, изгнанное при Филиппе III.
Королевство Валенсия вместе с рядом других самостоятельных единиц испанской короны было упразднено первым королём Испании из династии Бурбонов Филиппом V в 1707 году.
В настоящее время территория королевства Валенсия близко соответствует границам автономного сообщества Валенсия.